# Diksnavelspinnenjager
De diksnavelspinnenjager (Arachnothera crassirostris) is een zangvogel uit de familie van de honingzuigers. De soort komt voor in het westen en midden van de Indische Archipel.

## Kenmerken
De diksnavelspinnenjager is een vogel van 16 cm lengte. Hij lijkt sterk op de kleine spinnenjager. Beide soorten zijn ongeveer even groot en vrij egaal olijfgroen, van boven donkerder en lichter op de borst en buik. De kleine spinnenjager heeft wat meer tekening op de kop, een donkere baardstreep en een licht gekleurde keel, de diksnavelspinnenjager heeft een minder duidelijke tekening, alleen een lichte rand onder en boven het oog. Wit op de staart ontbreekt.

## Verspreiding en leefgebied
De diksnavelspinnenjager komt voor in op het schiereiland Malakka, Sumatra en Borneo. Het is een schaars voorkomende vogel van regenwoud en heuvellandbos tot op 1200 m boven de zeespiegel.

## Status
De diksnavelspinnenjager heeft een groot verspreidingsgebied en daardoor alleen al is de kans op uitsterven uiterst gering. De grootte van de populatie is niet gekwantificeerd. De diksnavelspinnenjager gaat in aantal achteruit. Echter, het tempo ligt onder de 30% in tien jaar (minder dan 3,5% per jaar). Om deze redenen staat deze spinnenjager als niet bedreigd op de Rode Lijst van de IUCN.